# 남산 (경주)
남산(南山)은 대한민국 경상북도 경주시 인왕동, 탑동, 배동, 내남면에 걸쳐있는 한국의 화강암 산이다. 북쪽의 금오봉(金鰲峰, 468m)을 금오산(金鰲山), 남쪽의 고위봉(高位峰, 494.6m)을 고위산(高位山)으로, 각각 독립된 이름으로 부르기도 한다.
보물 제913호인 용장사지 마애여래좌상 등 불상 80여 체, 탑 60여 기, 절터 110여 개소가 산 곳곳에 흩어져 있다.

## 같이 보기
- 경주 남산 일원 (사적 제311호)
- 한국의 산
- 불국사 화강암
- 경주시의 지질